# Roman
Roman je jméno pocházející z latinského Romanus, v překladu znamená Říman. Podle českého občanského kalendáře má svátek 9. srpna. Ženskou verzí tohoto jména je Romana.

## Zdrobněliny
Románek, Romča, Romík, Romek, Romíček, Rumík

## Statistické údaje
Následující tabulka uvádí četnost jména v ČR a pořadí mezi mužskými jmény ve srovnání dvou roků, pro které jsou dostupné údaje MV ČR – lze z ní tedy vysledovat trend v užívání tohoto jména:
| Rok       | Četnost    | Pořadí      |
| --------- | ---------- | ----------- |
| 1999      | 65 363     | 22.         |
| 2002      | 65 951     | 22.         |
| Porovnání | o 588 více | žádná změna |
| 2006      | 69 217     | 22.         |

Změna procentního zastoupení tohoto jména mezi žijícími muži v ČR (tj. procentní změna se započítáním celkového úbytku mužů v ČR za sledované tři roky 1999–2002) je +1,6%.

## Jméno v jiných jazycích
- polsky: Roman
- francouzsky: Romain
- italsky: Romano
- latinsky: Romanus
- portugalsky: Romão
- maďarsky, španělsky: Román
- rusky, ukrajinsky: Роман

## Známí nositelé jména
- Roman (papež) († 897) – papež
- Roman I. – více osob, rozcestník
- Roman II. (Romanos II.; 938–963) – byzantský císař
- Roman III. Argyros (968-1034) – byzantský císař
- Roman IV. Diogenes (kolem 1030-1072) – byzantský císař
- Roman Veliký (1152 – 1205) – velkokníže kyjevský

- Roman Abraham – polský generál
- Roman Abramovič – ruský podnikatel a politik
- Roman Blahník (1897–1966) – český hudební skladatel, klavírista a kapelník
- Roman Cílek – český spisovatel
- Roman Čechmánek – bývalý český hokejový brankář
- Roman Červenka – český hokejový útočník
- Roman Dostál – český sportovec, biatlonista
- Roman Dragoun – český hudebník, klávesista, zpěvák a skladatel
- Roman Giertych – polský politik
- Roman Herzog – německý politik
- Roman Ingarden – polský filosof
- Roman Jakobson – ruský lingvista
- Roman Janál – český operní pěvec
- Roman Koudelka – český skokan na lyžích
- Roman Kresta – český automobilový závodník
- Roman Kreuziger – český silniční profesionální cyklista
- Roman Kukleta – český fotbalista
- Roman Luknár – slovenský herec
- Roman Malinovskij – bolševický revolucionář, agent Ochranky
- Roman Polanski – polský režisér a producent
- Roman Postl – český sériový vrah
- Roman Prymula – český epidemiolog
- Roman Ruděnko – významný sovětský právník
- Roman Skamene – český herec
- Roman Šebrle – český atlet, olympijský vítěz a mistr světa
- Roman Štolpa – český herec
- Roman Turek – bývalý český hokejový brankář
- Roman Will – český hokejový brankář

## Svatí a blahoslavení a ctihodní
- Sv. Roman Adame Rosales
- Sv. Roman z Antiochie
- Bl. Roman Archutowski (1882-1943), polský kněz, umučený nacisty
- Sv. Roman z Auxerre
- Sv. Roman z Blaye
- Ct. Romano Bottegal
- Sv. Roman z Condatu († 464), francouzský poustevník a mnich
- Bl. Roman Lysko (1914-1949), ukrajinský kněz, umučený NKVD
- Sv. Roman Římský
- Bl. Roman Sitko
- Sv. Roman z Rouenu
- Sv. Roman Sladkopěvec

## Roman jako příjmení
- Eva Romanová (* 1946) – česká krasobruslařka, čtyřnásobná mistryně světa v tancích na ledě
- Johan Helmich Roman (1694-1758) – švédský skladatel
- Ľubomír Roman (1944–2022) – slovenský herec a politik
- Martin Roman (* 1969) – český manažer
- Miloš Roman (* 1999) – slovenský lední hokejista
- Ondrej Roman (1912–?) – slovenský fotbalista
- Pavel Roman (1943-1972) – český krasobruslař, čtyřnásobný mistr světa v tancích na ledě